# Jacobs (торговая марка)
Jacobs (МФА: ˈjaːkɔps) — бренд кофе, созданный в 1895 году в Германии предпринимателем Иоганном Якобсом, принадлежит компании JDE Peet’s, предыдущие владельцы: Johann Jacobs (1913—1982), Jacobs Suchard (1982—1993), Kraft Foods (1993—2012), Mondelēz International (2012—2015). По состоянию на середину 2010-х годов под данной маркой с различными суббрендами (Monarch, Millicano, Velour, Gold и другими) выпускается фасованный кофе в зёрнах, молотый кофе, сублимированный кофе, кофе в капсулах для кофемашин.
Основной рынок сбыта — страны Северной и Восточной Европы, страны бывшего СССР, производственные площадки расположены в ряде стран сбыта, например, в России с 2000—2001 года функционирует завод Jacobs в Горелово (выпускающий также кофе под маркой Maxwell House), тогда как до пуска завода значительные объёмы кофе ввозились через Санкт-Петербург из Финляндии. В 2023 году владелец отказался от использования бренда Jacobs на российском рынке, вся прежняя продукция Jacobs в России с этого момента производится под торговой маркой «Monarch», при этом сохранены традиционные шрифты и цвета для узнаваемости товаров.

## История
В 1895 году в городе Бремен Иоганн Якобс открыл собственный магазин по продаже кофе, чая, какао, шоколада и бисквитов, и этот год владельцы считают датой создания бренда Jacobs, официально торговая марка была зарегистрирована в 1913 году. В 1934 году в Бремене была открыта большая кофейная жаровня, насчитывающая 300 сотрудников и доставка свежеобжаренного кофе на фирменных автомобилях в магазины города происходила до четырёх раз в день.
С 1982 года бренд принадлежал компании Jacobs Suchard, образованной в ходе слияния с французской фирмой Chocolat Suchard. В 1993 году Jacobs Suchard поглощена Kraft Foods, и торговая марка передана подразделению Kraft Jacobs Suchard.
Из Kraft Foods в 2012 году была выделена компания Mondelēz International, в 2014—2015 годах произошло объединение подразделений Mondelez, связанных с производством кофе, с аналогичными структурами D. E. Master Blenders 1753 B. V., и в Нидерландах учреждена компания Jacobs Douwe Egberts, в которую переданы бренды кофе Jacobs. По состоянию на середину 2010-х Jacobs Douwe Egberts сохранила второе место по продажам кофе в мире, уступая корпорации Nestlé (основные бренды — Nespresso и Nescafe); суммарно на эти две фирмы приходится около 40 % мирового рынка. Кроме Jacobs, компания Jacobs Douwe Egberts выпускает продукты под торговыми марками Tassimo, Moccona, Senseo, L’OR, Douwe Egberts, Kenco, Pilão и Gevalia.